# Echiodon cryomargarites
Echiodon cryomargarites is een straalvinnige vissensoort uit de familie van parelvissen (Carapidae). De wetenschappelijke naam van de soort is voor het eerst geldig gepubliceerd in 1983 door Markle, Williams & Olney.